# Stéphanie Loïk
« Loïk » redirige ici. Pour le prénom, voir Loïc.
Stéphanie Loïk, née en 1951, est une metteure en scène, actrice et auteure dramatique française.
Elle est la fille des comédiens Denise Péron et Daniel Emilfork.

## Biographie
Née en 1951 des acteurs Daniel Emilfork et Denise Péron, Stéphanie Loïk est actrice dès l’âge de 16 ans, aux côtés de Michel Hermon, Denis Llorca et Jean-Pierre Vincent, avant d’entreprendre une carrière en mise en scène. En 1982, elle fonde sa propre compagnie, le Théâtre du Labrador, orientée principalement vers la dramaturgie contemporaine.
En 1992, elle est nommée directrice du théâtre populaire de Lorraine, le centre dramatique régional de Lorraine à Thionville de 1992 à 2004. Elle y donne la priorité aux auteurs contemporains, que ce soit dans sa programmation ou dans l’organisation d’événements spéciaux, tels que des mises en lecture publiques de textes inédits et y réalise de nombreuses créations. Durant ces années au sein du théâtre populaire de Lorraine, elle rassemble une équipe permanente de comédiens avec qui elle offre des ateliers d’enseignement théâtral pour les enfants, les adolescents et les adultes.
En 2000, Stéphanie Loïk est nommée chevalière de l'ordre national du Mérite, en raison de son implication culturelle et sociale dans sa région.
En 2004, elle retrouve sa compagnie le Théâtre du Labrador. Stéphanie Loïk se démarque par son engagement social et par ses choix dramaturgiques et esthétiques qui attirent un public constitué en grande partie de jeunes.
Elle intervient comme professeur au Conservatoire national supérieur d'art dramatique (direction : Daniel Mesguich), à l’académie de Limoges (École professionnelle supérieure de théâtre du Limousin) et fait partie du conseil pédagogique de l’EpsAd (École professionnelle supérieure d’art dramatique). Stéphanie Loïk est expert pour la France de la CITF (Commission internationale de théâtre francophone).

## Théâtre

### Comédienne
- Don Juan revient de guerre d'Ödön von Horváth
- Titus Andronicus de William Shakespeare, mise en scène Michel Dubois
- Dialoguades de Serge Ganzl, mise en scène Philippe Adrien
- Naïves hirondelles de Roland Dubillard, mise en scène Mireille Larroche
- La Robe de chambre de Georges Bataille de Richard Foreman
- Les Fiancés de Loches de Georges Feydeau
- Les Horaces et les Curiaces de Bertolt Brecht, mise en scène Jean-Christian Grinevald
- 1970 : Le Marquis de Montefosco d’après Le Feudatairede Carlo Goldoni, mise en scène Jean-Pierre Vincent, Théâtre de Sartrouville Grenier de Toulouse
- 1971 : Le Marquis de Montefosco d’après Le Feudataire de Carlo Goldoni, mise en scène Jean-Pierre Vincent, Festival du Marais Hôtel de Béthune-Sully
- 1971 : La Cagnotte d'Eugène Labiche, mise en scène Jean-Pierre Vincent, Théâtre national de Strasbourg
- 1972 : Don Juan ou l'Amour de la géométrie de Max Frisch, mise en scène Catherine Monnot, Théâtre de Plaisance
- 1973 : Le Cochon noir de Roger Planchon, mise en scène Jacques Rosner, Théâtre Ouvert Festival d'Avignon
- 1973 : Dom Juan de Molière, mise en scène Bernard Sobel
- 1973 : La Tempête de William Shakespeare, mise en scène Bernard Sobel
- 1974 : Les Bottes de l'ogre et La Résistance de Philippe Adrien, mise en scène Philippe Adrien et Jean-Claude Fall, Théâtre des Amandiers
- 1975 : Kennedy's Children de Robert Patrick, mise en scène Antoine Bourseiller, Théâtre Récamier
- 1975 : Hamlet de William Shakespeare, mise en scène Denis Llorca, Tréteaux du Midi : Festival de la Cité Carcassonne, Festival de Marsillargues, Festival de la Mer Sète, Théâtre de la Plaine
- 1976 : Hamlet de William Shakespeare, mise en scène Denis Llorca, Tréteaux du Midi : tournée
- 1975 : Un jeu d'enfants de Martin Walser, mise en scène Maurice Attias, Théâtre Moderne
- 1976 : Kennedy's Children de Robert Patrick, mise en scène Antoine Bourseiller, Théâtre de Nice
- 1976 : Maître Puntila et son valet Matti de Bertolt Brecht, mise en scène Guy Rétoré
- 1976 : Feydeau Farré Loïk d'après Georges Feydeau, mise en scène Jean-Christian Grinevald, Théâtre Essaïon
- 1976 : La Frappe de Victor Haïm, mise en scène Denise Péron, Festival de la Cité Carcassonne
- 1976 : Les Caprices de Marianne d'Alfred de Musset, mise en scène Maurice Attias, Théâtre Essaïon
- 1978 : Maître Puntila et son valet Matti de Bertolt Brecht, mise en scène Guy Rétoré, Théâtre de l'Est parisien
- 1978 : Bons baisers du Lavandou de Christian Giudicelli, mise en scène Jean-Luc Moreau, Festival de la Cité Carcassonne, Théâtre de l'Est parisien
- 1979 : Bécassouille de Christian Giudicelli, mise en scène Denise Péron, Théâtre Gérard-Philipe
- 1981 : Antoine et Cléopâtre de William Shakespeare, mise en scène Bernard Bloch
- 1981 : Les Fiancés de Loches de Georges Feydeau, mise en scène de Jean-Paul Farré, Théâtre de Boulogne-Billancourt
- 1981 : Le Faisceau fantôme de Richard Laser de Jean-Paul Farré, mise en scène de l'auteur
- 1982 : Une nuit pour Václav Havel de Pavel Kohout, lecture mise en scène Stephan Meldegg, Festival d'Avignon
- 1984 : Le Journal intime de Sally Mara de Raymond Queneau, mise en scène Denise Péron, Festival du Jeune Théâtre d'Alès
- 2004 : Neige de Maxence Fermine, mise en scène Stéphanie Loïk, Théâtre de l'Atalante
- 2009 : Palais de glace de Tarjei Vesaas, mise en scène Stéphanie Loïk, Théâtre de la Criée

### Metteure en scène
- Gauche uppercut de Joël Jouanneau
- Made in Britain de David Leland
- Déroute de Fabien Tabard
- Boumkoeur de Rachid Djaïdani
- Un jour Thionville I et II
- Les Bosniaques de Velibor Čolić
- Intermede de Matthias Langhoff
- Verlaine, l'homme, le poète et sa réalité d'après Guy Goffette
- Les Troyennes d'Euripide
- Don Juan revient de guerre d'Ödön von Horváth
- Les Exclus d'après Elfriede Jelinek
- 1984 : Images de Mussolini en hiver d'Armando Llamas, 1987 : Théâtre de la Plaine
- 1984 : Le Dîner de Lina de Philippe Minyana, Théâtre Gérard-Philipe
- 1986 : L'indien cherche le Bronx d'Israël Horovitz, Théâtre de l'Athénée-Louis-Jouvet
- 1987 : Identité minute de Christine Combe et Philippe Minyana, Espace Gaîté
- 1988 : Les Racines de la haine de Niklas Rådström, Théâtre Artistic Athévains
- 1990 : Naître coupable, naître victime de Peter Sichrovsky, Théâtre de l'Atalante
- 1999 : Europe de David Greig, Théâtre Gérard-Philipe
- 2001 : Le Square de Marguerite Duras, Théâtre de l'Atalante
- 2001 : Mirad, un garçon de Bosnie d'Ad de Bont, Théâtre de l'Atalante
- 2001 : 9 mm de Lionel Spycher, Théâtre de l'Aquarium
- 2002 : Palais de glace de Tarjei Vesaas, Théâtre de la Criée
- 2002 : Pit-Bull de Lionel Spycher, Théâtre d'Ivry
- 2003 : Portraits vidéo/théâtre, mise en scène avec Christian Colin, Jean-Claude Penchenat, Édith Scob, Théâtre Artistic Athévains
- 2004 : Neige de Maxence Fermine, Théâtre de l'Atalante
- 2005 : Sozaboy de Ken Saro-Wiwa, Théâtre International de Langue Française
- 2006 : Les Derniers Jours de la classe ouvrière d'Aurélie Filippetti, Théâtre Artistic Athévains
- 2006 : Monnè, outrages et défis de Ahmadou Kourouma, Théâtre Vidy-Lausanne
- 2008 : Neige de Maxence Fermine, Théâtre Artistic Athévains
- 2009 : Parcours dans l'œuvre de Svetlana Alexi d'après Svetlana Alexievitch, Conservatoire national supérieur d'art dramatique
- 2010 : Palais de glace de Tarjei Vesaas, Théâtre de la Criée
- 2011 : Les cercueils de Zinc et La guerre d'a pas un visage de femme d'après Svetlana Alexievitch, Theâtre des Quartiers d'Ivry
- 2012 : Palais de glace de Tarjei Vesaas, Académie Fratellini, Centre Culturel Pablo Picasso à Homécourt
- 2012 : Les Sacrifiées de Laurent Gaudé à l’Académie de Limoges.
- 2013 : La Supplication -Tchernobyl, chronique du monde après l’apocalypse de Svetlana Alexievitch, Théâtre du Nord, Anis Gras, Théâtre de l'Atalante
- 2014 : Diptyque d'après Palais de glace et  Le Ponts de Tarjei Vesaas, Théâtre de l'Atalante et Académie Fratellini

## Décorations
- Officière de l'ordre des Arts et des Lettres. Elle est promue au grade d’officier le 17 janvier 2013[2].